# Nyceryx fernandezi
Nyceryx fernandezi là một loài bướm đêm thuộc họ Sphingidae. Loài này có ở Venezuela.
Chiều dài cánh trước khoảng 28–31 mm. 